# アッシリア・バビロニア関係史
アッシリア・バビロニア関係史（アッシリア・バビロニアかんけいし）は、古代メソポタミア時代に編纂された歴史文書である。
この文書はニネヴェ図書館（詳細はアッシュールバニパルの項を参照）から発見された年代誌の一つである。紀元前15世紀から紀元前8世紀に到るまでのアッシリアとバビロニアの外交関係が主として国境を巡る紛争・条約を中心として簡潔にまとめられている。アッシリアやバビロニアの歴史を調べる上で最も基本的な史料の一つであり、特に中アッシリア時代や、紀元前11世紀から紀元前8世紀に到るバビロニアでは、同時代文書史料が限られていることもあり、この文書から知られる情報の価値は極めて大きい。